# Faringitis estreptocòccica
La faringitis estreptocòccica és la faringitis (una inflamació de la faringe, la part posterior de la gola) causada per Streptococcus pyogenes, un gram-positiu, estreptococ del grup A. Els símptomes habituals inclouen febre, mal de coll, amígdales vermelles (d'aquí també es coneix com a faringoamigdalitis estreptocòccica) i inflamació dels ganglis limfàtics de la part davantera del coll. També es poden produir mal de cap i nàusees o vòmits. Alguns desenvolupen una erupció cutània semblant a un paper de vidre que es coneix com a escarlatina. Els símptomes solen començar d'un a tres dies després de l'exposició i duren de set a deu dies.
L'estreptococ es transmet per gotetes respiratòries d'una persona infectada, es transmet parlant, tossint o esternudant, o tocant alguna cosa que tingui les gotetes i després tocant-se la boca, el nas o els ulls. Es pot transmetre directament tocant llagues infectades. També es pot transmetre pel contacte amb la pell infectada amb estreptococ del grup A. El diagnòstic es fa a partir dels resultats d'una prova ràpida de detecció d'antigen o cultiu de gola. Algunes persones poden portar el bacteri sense símptomes.
La prevenció consisteix en el rentat de mans freqüent i no compartint estris per menjar. No hi ha vacuna per a la malaltia. Només es recomana el tractament amb antibiòtics en aquells pacients amb un diagnòstic confirmat. Les persones infectades s'han de mantenir allunyades d'altres persones fins que la febre desaparegui i durant almenys 12 hores després de començar el tractament. El dolor es pot tractar amb paracetamol i antiinflamatoris no esteroidals (AINE) com l'ibuprofèn.
L'estreptococ és una infecció bacteriana freqüent en nens. És la causa del 15-40% dels mals de coll entre els nens i del 5-15% entre els adults. Els casos són més freqüent a finals d'hivern i principis de primavera. Les complicacions potencials inclouen la febre reumàtica i l'abscés periamigdalí.